# Ischnorhina binotata
Ischnorhina binotata är en insektsart som beskrevs av Victor Lallemand 1912. Ischnorhina binotata ingår i släktet Ischnorhina och familjen spottstritar. Inga underarter finns listade i Catalogue of Life.